# Turiška vas na Pohorju
Turiška vas na Pohorju – wieś w Słowenii, w gminie Slovenska Bistrica. W 2018 roku liczyła 78 mieszkańców.